# Lucifuga inopinata
Lucifuga inopinata is een straalvinnige vissensoort uit de familie van naaldvissen (Bythitidae). De wetenschappelijke naam van de soort is voor het eerst geldig gepubliceerd in 1998 door Cohen & McCosker.